# تيودور سالباروف
تيودور سالباروف (بالبلغارية: Теодор Салпаров) (ولدت 16 أغسطس 1982)، هو لاعب بلغاري الكرة الطائرة، وهو عضو في فريق الكرة الطائرة الوطني بلغاريا و النادي الروسي زينيت قازان. تيودور أحد المشاركين في دورة الألعاب الأولمبية (بكين 2008 ولندن 2012)، صاحب الميدالية البرونزية من بطولة العالم 2006.

## الجوائز والالقاب

### الفردية
- أفضل ليبرو - الألعاب الأولمبية الصيفية 2012

## روابط خارجية
- تيودور سالباروف على موقع الاتحاد الأوروبي (الإنجليزية)
- تيودور سالباروف على موقع عالم الكرة الطائرة (الإنجليزية)
- تيودور سالباروف على موقع أوليمبيديا (الإنجليزية)